# Sadóvoie (Khabàrovsk)
Sadóvoie — Садовое (rus) — és un poble al krai de Khabàrovsk, a Rússia, que el 2018 tenia 239 habitants. Pertany al districte rural de Viàzemski.